# Solanum incompletum
Solanum incompletum är en potatisväxtart som beskrevs av Michel Félix Dunal. Solanum incompletum ingår i släktet skattor som ingår i familjen potatisväxter. Inga underarter finns listade i Catalogue of Life.

## Bildgalleri

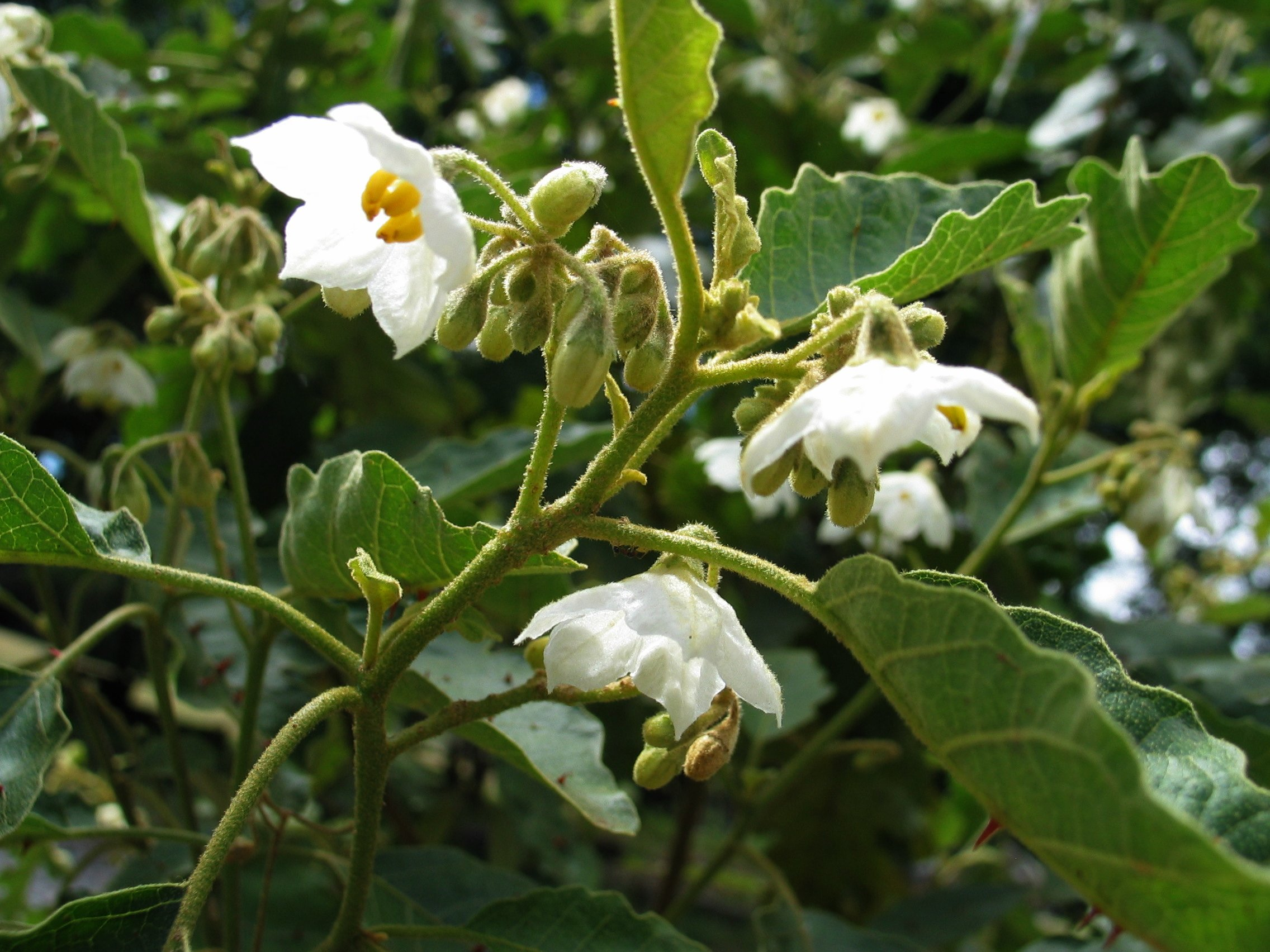
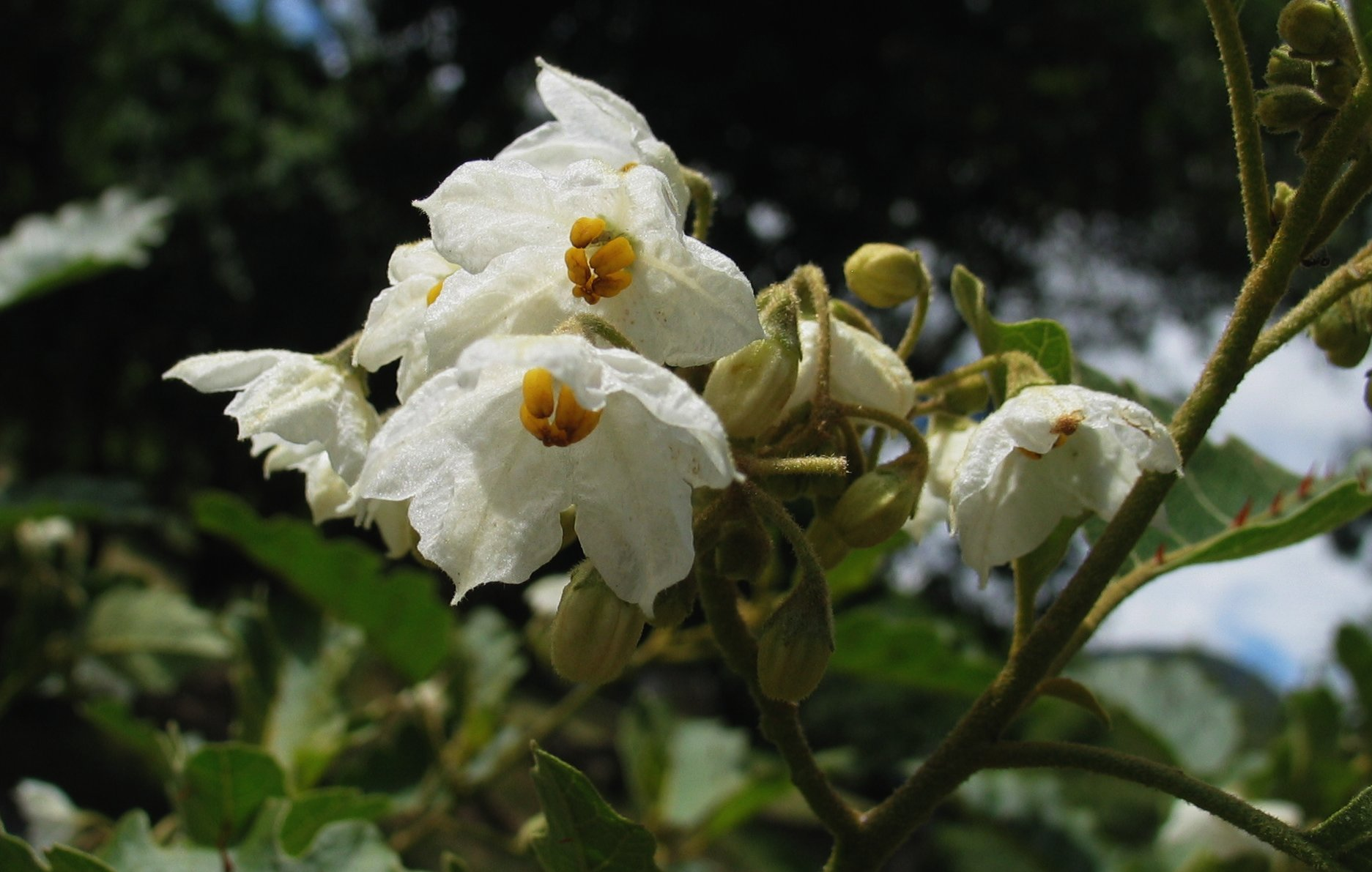
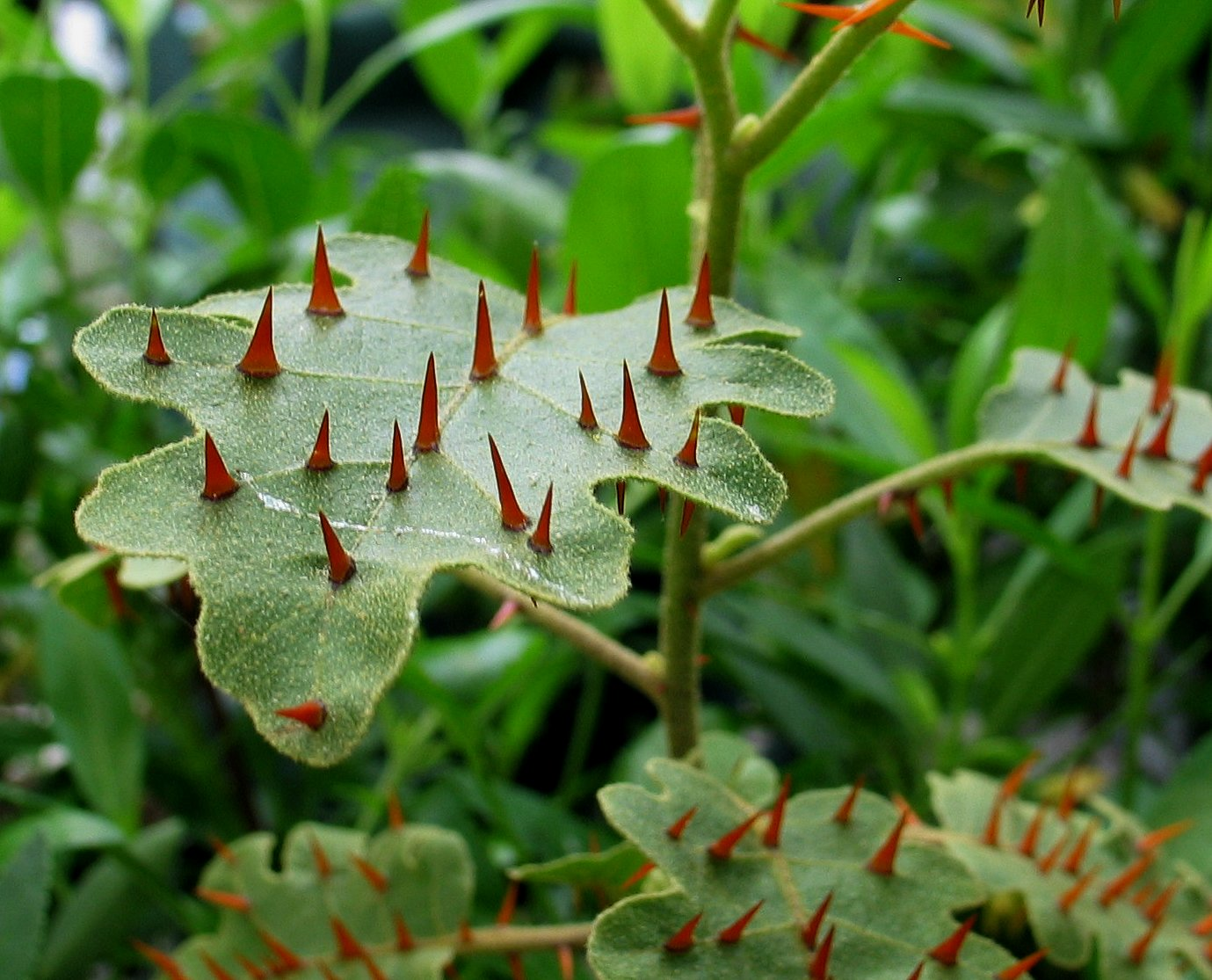
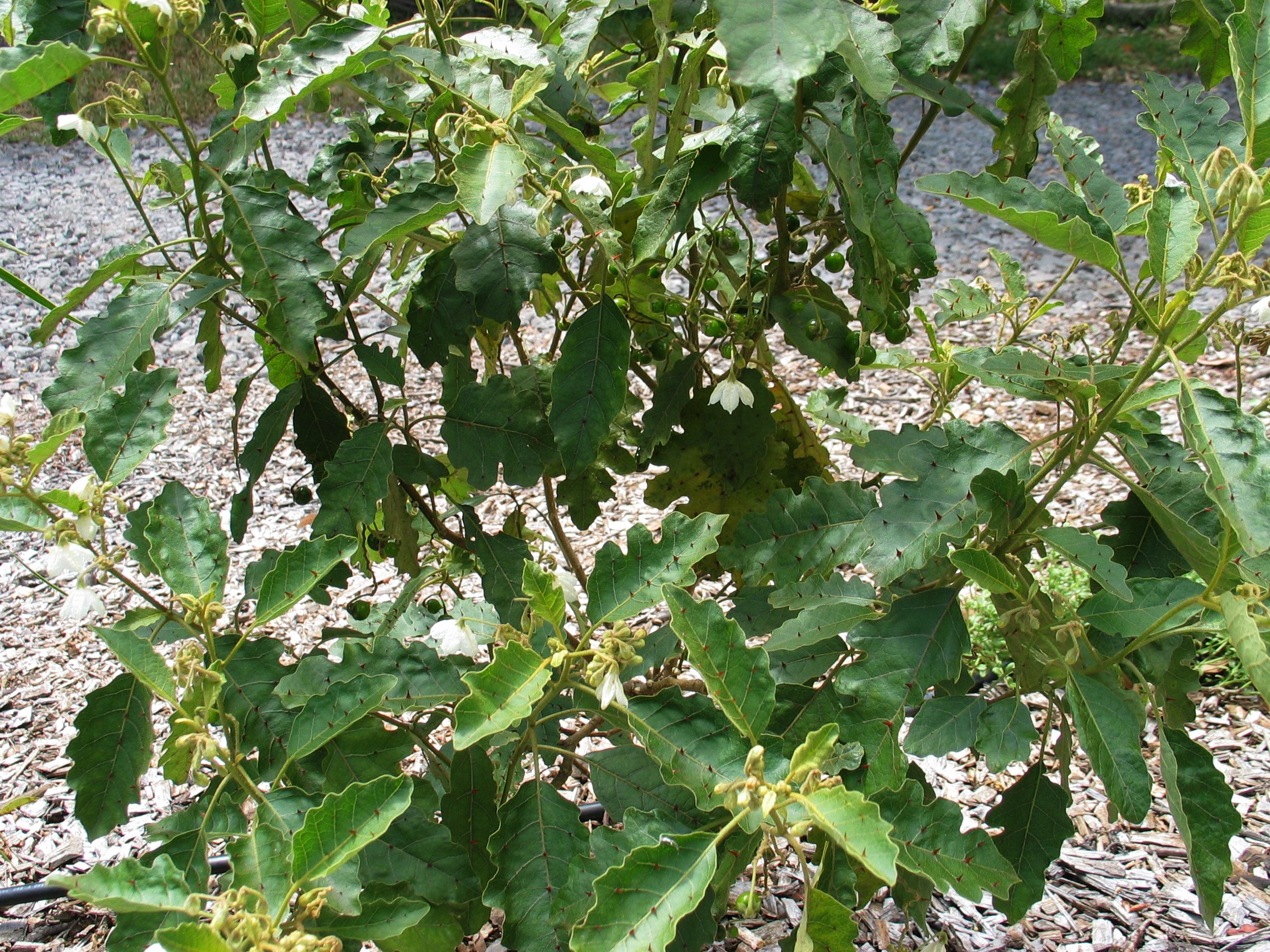
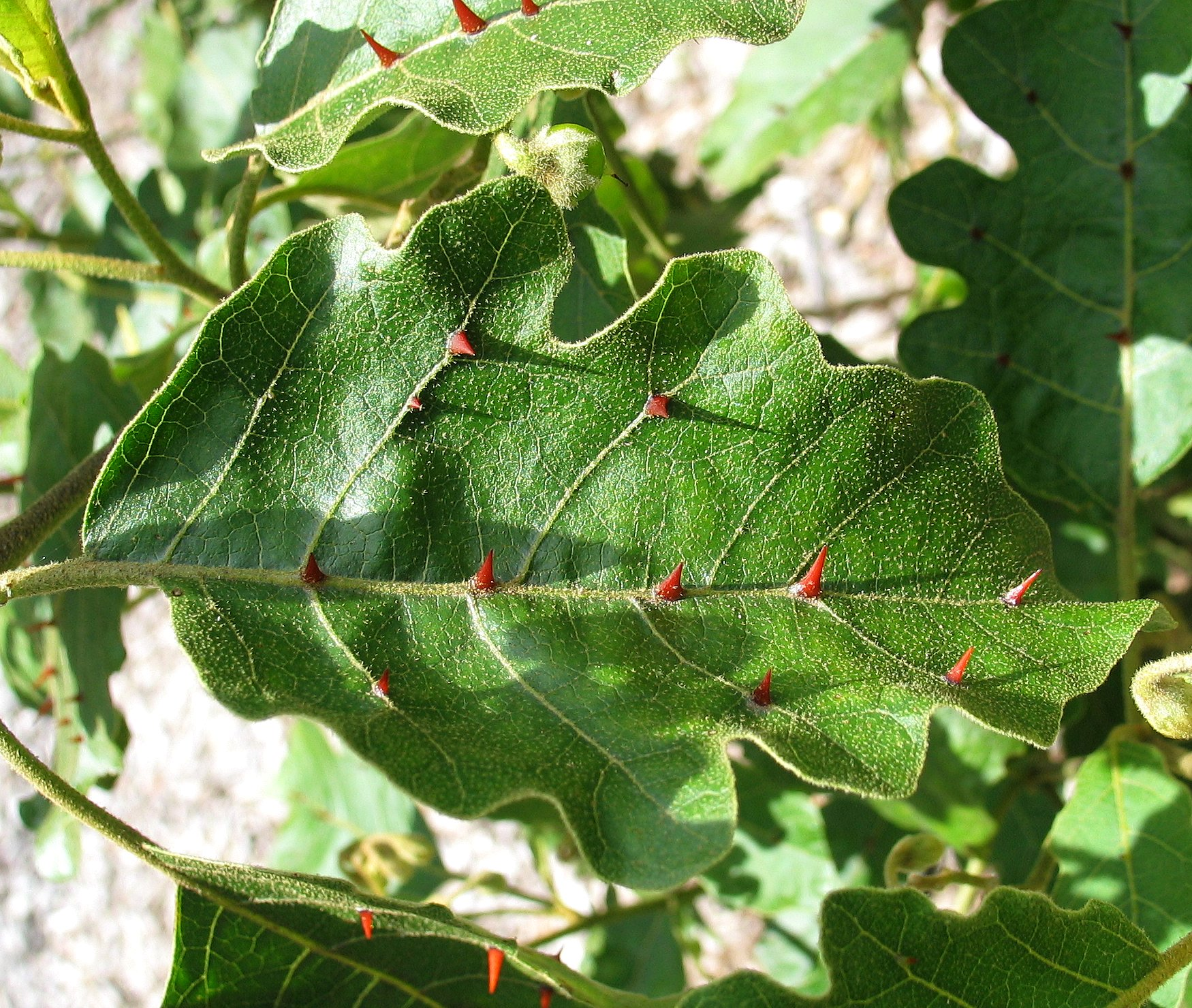
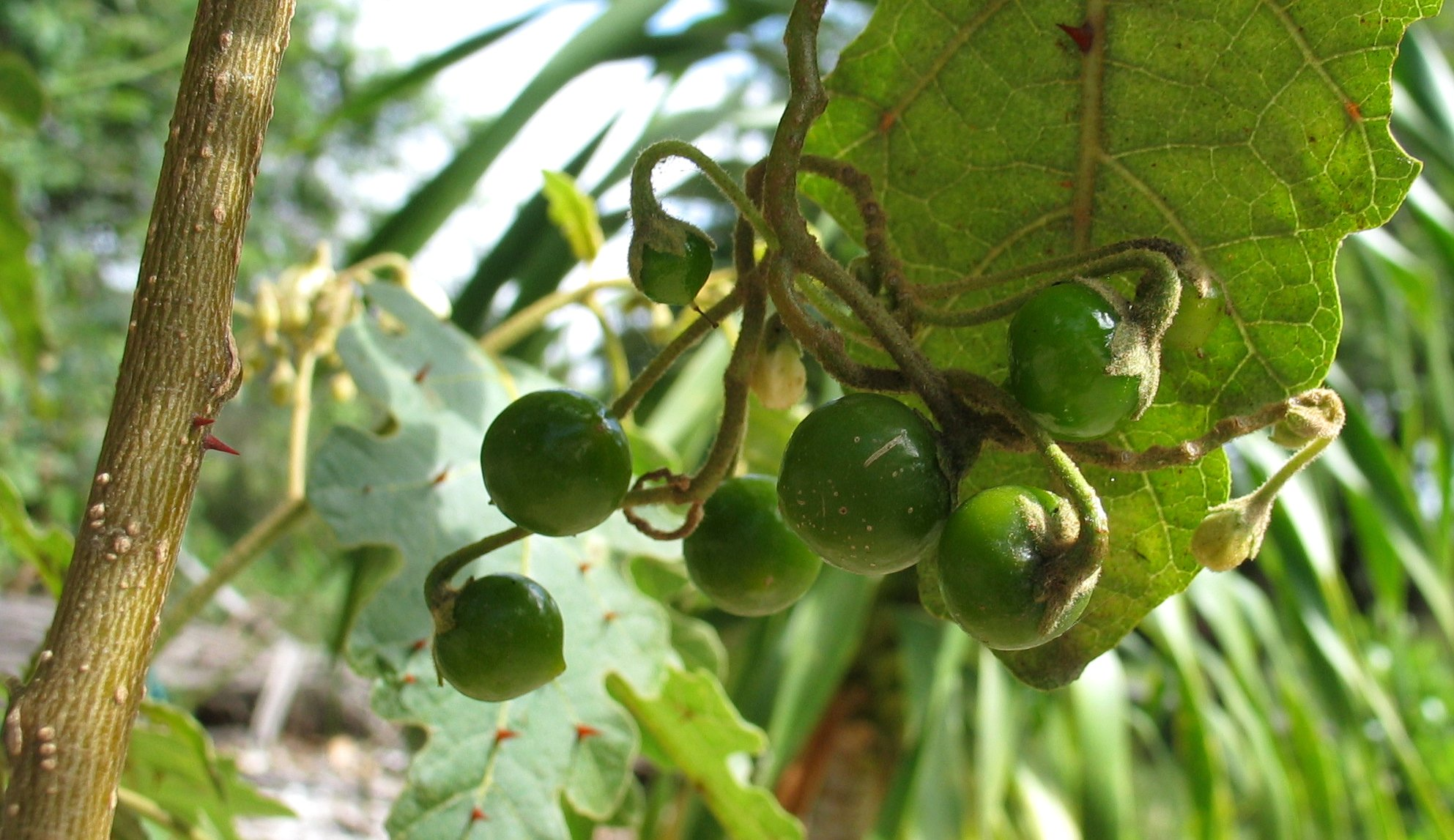